# World Rugby Nations Cup
World Rugby Nations Cup è una competizione internazionale di rugby a 15 a cadenza annuale.
Fu istituita nel 2006 dall’allora International Rugby Board (oggi World Rugby, organo di governo del rugby a 15 a livello mondiale) come IRB Nations Cup e nacque con lo scopo di favorire la crescita delle federazioni di secondo livello tramite l’incontro con le nazionali "A" di quelle di primo livello.
Il 2019 è l’anno dell'edizione più recente, la quattordicesima; la maggior parte di esse si è tenuta in Romania, Paese che ne ospitò dieci consecutive tra il 2007 e il 2016.
L’edizione inaugurale fu ospitata dal Portogallo e le tre più recenti dall’Uruguay, la cui nazionale è anche la detentrice del titolo.
La federazione che vanta più titoli è altresì la citata Romania, che ha vinto 4 volte il torneo in un arco di 5 edizioni tra il 2012 e il 2016.
Al 2022 non è noto il destino della competizione, la cui edizione 2020 fu annullata a causa della pandemia di COVID-19 e successivamente mai rimessa in calendario.

## Storia
La competizione nacque come IRB Nations Cup per iniziativa dell’International Rugby Board con il duplice intento di offrire alle federazioni emergenti un’occasione d’incontro con le nazionali di prima fascia nonché garantire un terreno di confronto internazionale ai giocatori di queste ultime, cui ancora non si era presentata l’opportunità di giocare a livello di test match; per tale motivo le federazioni di prima fascia (quelle del Sei Nazioni, dell’allora Tri Nations e l’Argentina, successivamente ammessa nel torneo dell’Emisfero Sud) inviarono, e inviano tuttora quando presenti, le proprie nazionali A laddove le altre si presentano con la selezione maggiore.
La prima edizione di torneo si disputò allo stadio Universitario di Lisbona con la formula del girone unico tra le nazionali A di Argentina e Italia e le rappresentative maggiori di Portogallo, Paese ospitante, e Russia.
La vittoria arrise alla formazione sudamericana che così fu la prima a iscrivere il proprio nome nel palmarès della competizione.
Il trofeo ebbe il successo atteso dall’IRB e già l’anno successivo si aprì a 6 squadre, tuttavia solo due delle quali superstiti dell’edizione precedente, Argentina e Italia: a Bucarest, oltre alla Romania Paese organizzatore, figurarono Georgia, Namibia e la selezione A del Sudafrica, che si aggiudicò il torneo di fronte ai campioni uscenti dell’Argentina A.
Quella del 2007 fu anche la prima di dieci edizioni consecutive ospitate dalla Romania, il cui stadio Arcul de Triumf di Bucarest divenne l’impianto d’elezione della competizione, essendo stato sede di tutti gli incontri del torneo fino al 2016.
Il 2008 vide l’uscita dell’Argentina dal torneo e al suo posto l’entrata dell’Uruguay a rappresentare il Sudamerica e, contestualmente, la riconferma alla vittoria dei sudafricani che, tuttavia, non si presentarono nel 2009 lasciando il posto alla Scozia A, a propria volta anch’essa vincitrice all’esordio nella manifestazione, consuetudine che fu interrotta nel 2010 quando a vincere fu altresì la Namibia alla sua seconda partecipazione e al rientro dopo tre anni dalla precedente apparizione.
Nel 2011 il Sudafrica fu rappresentato da un club, la franchise provinciale del Capo Orientale dei Southern Kings che riprese la tradizione di vincere all’esordio interrotta dalla Namibia l'anno precedente.
Tra il 2012 e il 2016 la Romania vinse 4 dei 5 titoli in palio, con un intermezzo nel 2014 dell’Irlanda A, anch’essa esordiente.
La Georgia uscì dal torneo nel 2013 perché nel frattempo l’IRB aveva istituito la Tbilisi Cup sulle stesse premesse della Nations Cup ma con un ospite fisso e organizzatore, la stessa Georgia, e altre tre squadre a inviti; nel 2015 la IRB Nations Cup divenne World Rugby Nations Cup facendo seguito al cambio nominativo dell’International Rugby Board in World Rugby.
Dopo il suo quarto successo e la decima edizione consecutiva ospitata la federazione della Romania uscì dal torneo perché la propria nazionale maggiore fu inserita da World Rugby nel ciclo dei tour internazionali; fu deciso quindi di assegnare all’Uruguay l’edizione 2017.
Il torneo, che si svolse a Montevideo, vide prevalere la squadra di casa, alla sua prima vittoria della competizione; stesso risultato l’anno successivo quando gli uruguaiani bissarono il successo sul loro suolo.

## Formato
Il formato più recente di torneo, quello del 2018, è di 4 squadre a girone unico all’italiana; per buona parte della ancor breve storia del torneo, comunque, il formato più frequente (8 edizioni su 13) è stato quello a 6 squadre, anche se indipendentemente da ciò ogni squadra ha disputato solo 2 incontri.
Nel formato a 4 squadre ogni partecipante affronta tutte le altre tre, mentre invece in quello a sei squadre ognuna affronta solo tre delle altre cinque; in alcuni casi l’accoppiamento non è stato casuale ma ha seguito una struttura, come per esempio nel 2017 quando le 6 squadre furono ripartite in due gironi da 3 ciascuna e ogni squadra di un girone dovette giocare contro le tre dell’altro girone, e la classifica fu combinata tra i due gironi.
Indipendentemente dalla formula, il punteggio sempre adottato è quello dell'Emisfero Sud, quindi 4 punti per la vittoria, 2 per il pareggio, 0 per la sconfitta più gli eventuali bonus per quattro mete realizzate e/o la sconfitta con sette o meno punti di scarto.

## Albo d’oro
| Edizione | Paese organizzatore | Squadre | Vincitore      |
| -------- | ------------------- | ------- | -------------- |
| 2006     | Portogallo          | 4       | Argentina A    |
| 2007     | Romania             | 6       | Sudafrica A    |
| 2008     | Romania             | 6       | Sudafrica A    |
| 2009     | Romania             | 6       | Scozia A       |
| 2010     | Romania             | 6       | Namibia        |
| 2011     | Romania             | 6       | Southern Kings |
| 2012     | Romania             | 6       | Romania        |
| 2013     | Romania             | 4       | Romania        |
| 2014     | Romania             | 4       | Irlanda A      |
| 2015     | Romania             | 4       | Romania        |
| 2016     | Romania             | 6       | Romania        |
| 2017     | Uruguay             | 6       | Uruguay        |
| 2018     | Uruguay             | 4       | Uruguay        |
| 2019     | Uruguay             | 4       | Uruguay        |

### Squadre partecipanti
| Squadra          | 2006 | 2007 | 2008 | 2009 | 2010 | 2011 | 2012 | 2013 | 2014 | 2015 | 2016 | 2017 | 2018 | 2019 |
| ---------------- | ---- | ---- | ---- | ---- | ---- | ---- | ---- | ---- | ---- | ---- | ---- | ---- | ---- | ---- |
| Georgia          | -    | 3ª   | 2ª   | -    | 5ª   | 2ª   | -    | -    | -    | -    | -    | -    | -    | -    |
| Namibia          | -    | 6ª   | -    | -    | 1ª   | 4ª   | -    | -    | -    | 4ª   | 3ª   | 4ª   | -    | 4ª   |
| Portogallo       | 4ª   | -    | -    | -    | -    | 6ª   | 6ª   | -    | -    | -    | -    | -    | -    | -    |
| Romania          | -    | 4ª   | 3ª   | 4ª   | 2ª   | 5ª   | 1ª   | 1ª   | 2ª   | 1ª   | 1ª   | -    | -    | -    |
| Russia           | 3ª   | -    | 6ª   | 5ª   | -    | -    | 5ª   | 4ª   | 4ª   | -    | -    | 2ª   | -    | 2ª   |
| Spagna           | -    | -    | -    | -    | -    | -    | -    | -    | -    | 3ª   | 6ª   | 5ª   | -    | -    |
| Uruguay          | -    | -    | 5ª   | 6ª   | -    | -    | 4ª   | -    | 3ª   | -    | 5ª   | 1ª   | 1ª   | 1ª   |
| Argentina A      | 1ª   | 2ª   | -    | -    | 4ª   | 3ª   | 2ª   | 3ª   | -    | 2ª   | 2ª   | 3ª   | 2ª   | 3ª   |
| Figi A           | -    | -    | -    | -    | -    | -    | -    | -    | -    | -    | -    | -    | 4ª   | -    |
| Francia A        | -    | -    | -    | 3ª   | -    | -    | -    | -    | -    | -    | -    | -    | -    | -    |
| Irlanda A        | -    | -    | -    | -    | -    | -    | -    | -    | 1ª   | -    | -    | -    | -    | -    |
| Italia Emergenti | 2ª   | 5ª   | 4ª   | 2ª   | 3ª   | -    | 3ª   | 2ª   | -    | -    | 4ª   | 6ª   | 3ª   | -    |
| Scozia A         | -    | -    | -    | 1ª   | 6ª   | -    | -    | -    | -    | -    | -    | -    | -    | -    |
| Sudafrica A      | -    | 1ª   | 1ª   | -    | -    | -    | -    | -    | -    | -    | -    | -    | -    | -    |
| Southern Kings   | -    | -    | -    | -    | -    | 1ª   | -    | -    | -    | -    | -    | -    | -    | -    |